# Salix pentandrifolia
Salix pentandrifolia är en videväxtart som beskrevs av Alexander Nikolaevitsch Sennikov. Salix pentandrifolia ingår i släktet viden, och familjen videväxter. Inga underarter finns listade i Catalogue of Life.